# 長沢ため池
長沢ため池（ながさわためいけ）は、山口県阿武郡阿武町大字福田上にあるため池である。2010年（平成22年）3月25日に農林水産省のため池百選に選定された。
山口市鋳銭司と防府市台道にまたがる長沢池（こちらも農業用灌漑を目的とした人工池である）とは異なる。
地域の人々からは「長沢堤（ながそうつつみ）」、「牛庵堤（ぎゅうあんつつみ）」と呼ばれている。

## 概要
1602年（慶長7年）益田元祥が毛利家領内の新田開発のために農業用水の水源池として築造したと伝えられており、現在も40ha余りの水田の灌漑に使用している。
2004年（平成16年）から「県営ため池等整備事業長沢地区」により、排水施設や周辺環境の整備がなされ、農事組合法人「福の里」を立ち上げ、ミネラル米栽培。に取り組み、ブランド米として県内外に販売している。
また、「福の里」女性部が加工施設の運営に携わり、直売所で餅、野菜や花卉等の販売を行っている。

## 自然
池には、絶滅危惧種の淡水産貝であるフネドブガイ、オオルリハムシが、シロネ(白根)を食草して生息しており、オオルリハムシ等の生息に欠かせない自然環境が整っている。
町ではこの池を地域の観光資源として活用するため、池を一望できる北側に公園を整備し、築造時の斜樋を石碑とともに屋外展示してる。
公園からの眺めは美しく、毎年11月に行われるルーラル315フェスタでは、県内外からため池周辺に訪れる。

## アクセス

### 道路
- 国道315号 - 並走

### 公共交通機関
- 山陰本線須佐駅